# Franz Skaupy
Franz Skaupy (* 20. Juni 1882 in Wien; † 24. August 1969 in Berlin) war ein österreichischer Physiker und Erfinder sowie Hochschullehrer in Deutschland. Nach ihm ist der vom Fachverband Pulvermetallurgie initiierte Skaupy-Preis benannt.
Franz Skaupy entwickelte u. a. die erste Vitalux-Lampe, eine Glühlampe mit UV-durchlässigem Glaskolben als milder Dorno-Strahler (UV-B).

## Leben
Nach dem Besuch des dortigen Gymnasiums und Studium an der dortigen Universität wurde Franz Skaupy zum Dr. Phil. promoviert und trat auf Anregung von Rudolf Wegscheider in die Auergesellschaft in Berlin ein.
Während seiner leitenden Tätigkeit ab 1907 und als späterer Leiter der Studiengesellschaft für elektrische Leuchtröhren, bis 1928, die aus der Fusion mehrerer Lampenhersteller 1919 entstand, wurde Franz Skaupy ab 1922 bis 1928 in den Vorstand der OSRAM G.m.b.H. KG berufen. Unterstützt wurde er bei seinen Entwicklungen u. a. durch Marcello Pirani sowie Karl Schröter (* 1885).
Ab 1928 lehrte er, dem Ruf von Walther Nernst folgend, an der Friedrich-Wilhelms-Universität in Berlin im Fach Technische Physik.
Geehrt wurde Franz Skaupy 1953 mit der Ehrendoktorwürde durch die Montanuniversität Leoben, der Auer-von-Welsbach-Medaille, 1957 dem Großen Silbernen Ehrenzeichen für Verdienste um die Republik Österreich und 1958 mit der Plansee-Plakette.

## Patente
- 1918: Österreichische Patent Nr. 59923 vom 10. Juli 1913[5]

## Veröffentlichungen
- Die Grundlagen des Tonfilms / Franz Skaupy; Max Wolff. – 2. Aufl. – 1932: Union Dt. Verl.-ges., 1932, 123 S.
- 1943: Metallkeramik. Die Herstellung von Metallkörpern aus Metallpulvern, Sintermetallkunde und Metallpulverkunde, 1943, ISBN 84-291-6080-9

## Skaupy-Preis
Der Skaupy-Preis, auch SKAUPY-Preis wird seit 1982 durch den Gemeinschaftsausschuß Pulvermetallurgie vergeben und ist mit einem „Skaupy-Vortrag“ anlässlich des jährlich Hagener Symposium Pulvermetallurgie, durch den Preisträger, verbunden.